# 田口知明

内閣府地方創生推進室より公表された肖像

田口 知明（たぐち ともあき、1970年〈昭和45年〉10月6日 - ）は、日本の政治家、実業家。秋田県仙北市長（1期）。過去には秋田県商工会青年部連合会会長や秋田県中小企業家同友会代表理事など歴任した。

## 来歴
秋田県仙北郡田沢湖町（現・仙北市）出身。田沢湖町立生保内小学校、田沢湖町立生保内中学校を卒業後、秋田県立角館高等学校へ進学した。生保内中学校、角館高校時代はともに生徒会長で剣道部主将だった。1989年(平成元年)に秋田県立角館高等学校を卒業する。
2009年(平成21年)、田口木材株式会社の代表取締役社長に就任した。
2012年(平成24年)、東北醤油株式会社の代表取締役専務となったが、2020年(令和2年)に退任した。また同年、経営していた田口木材を12月で自主廃業し、これを契機に市長選出馬への方向を決めた。
2020年（令和2年）、新たに有限会社タグチコーポレーションの代表取締役に就任する。

### 2021年仙北市長選挙
2021年10月10日投開票の仙北市長選挙では、元秋田県議・元仙北市議の新人2人を破り初当選を果たした。
※当日有権者数：22,078人 最終投票率：68.31%（前回比：+7.6pts）
| 候補者名 | 年齢 | 所属党派 | 新旧別 | 得票数  | 得票率 | 推薦・支持 |
| -------- | ---- | -------- | ------ | ------- | ------ | ---------- |
| 田口知明 | 51   | 無所属   | 新     | 7,031票 | 47.8%  |            |
| 佐藤雄孝 | 69   | 無所属   | 新     | 6,246票 | 42.4%  |            |
| 高久昭二 | 74   | 無所属   | 新     | 1,441票 | 9.8%   |            |

## 政策・主張
- 2021年仙北市長選挙では「市民の幸福度向上」「新型コロナ対策強化」「各産業の回復支援と雇用拡大支援」「デジタル技術を活用した行財政改革」「子育て支援強化」を掲げた[2]。
  - 『幸福度全国一』を目指し、当選後は事務事業評価の実施や市民意識調査の拡充を行った[5]。

## 人物
現在も剣道4段を保持。座右の銘は「奮励努力」。作曲家、編曲家、作詞家であるha-jとは、高校時代のバンド仲間だった。